# Boogie Nights
 For alternative betydninger, se Boogie Nights (flertydig). (Se også artikler, som begynder med Boogie Nights)
Boogie Nights er en amerikansk dramafilm fra 1997, skrevet og instrueret af Paul Thomas Anderson. Filmen har Mark Wahlberg, Burt Reynolds, Julianne Moore, John C. Reilly, Heather Graham, Philip Seymour Hoffman, Don Cheadle og William H. Macy på rollelisten. Typisk for en Andersonfilm, har han anvendt mange af de samme skuespillere som i sine andre film.

## Modtagelse
Boogie Nights blev meget godt modtaget af anmelderne og har fået så meget som 96% på Rotten Tomatoes og 85% på Metacritic. Filmen fik særdeles gode skudsmål af den amerikanske filmkritiker Roger Ebert, men også aviser som New York Daily News, San Francisco Chronicle, Entertainment Weekly, USA Today og Variety udtrykte stor begejstring.
Til trods for den gode modtagelse fra filmanmelderne blev den en lunken publikumssucces og indbragte kun $24 millioner i USA og $16 millioner udenfor USA. Den endte dermed på en total af $43 millioner. Boogie Nights havnede på en 79-plads over de mest indbringende film i USA i 1997.

## Priser & Nomineringer
Paul Thomas Andersons manuskript opnåede en Oscarnominering, ligesom Burt Reynolds gjorde for bedste mandlige hovedrolle og Julianne Moore for bedste kvindelige birolle. Reynolds vandt desuden en Golden Globe og fik med denne film et comeback som skuespiller. Generelt opnåede Boogie Nights stor succes, både fra anmeldere og publikum. Filmselskabet New Line Cinema var så tilfredse med resultatet, at de til Andersons næste projekt gav ham frie tøjler.

## Medvirkende
- Mark Wahlberg – Eddie Adams/Dirk Diggler/Brock Landers
- Burt Reynolds – Jack Horner
- Julianne Moore – Amber Waves
- Heather Graham – Rollergirl
- John C. Reilly – Reed Rothchild/Chest Rockwell
- Don Cheadle – Buck Swope
- Nicole Ari Parker – Becky Barnett
- William H. Macy – Bill Thomson
- Thomas Jane – Todd Parker
- Philip Seymour Hoffman – Scotty J.
- Melora Walters – Jessie St. Vincent
- Robert Ridgely – Colonel James
- Philip Baker Hall – Floyd Gondolli
- Alfred Molina – Rahad Jackson
- Luis Guzmán – Maurice Rodriguez
- Nina Hartley – Bills kone